# Comuna Pidhorodți, Skole
Pidhorodți (în ucraineană Підгородці) este o comună în raionul Skole, regiunea Liov, Ucraina, formată din satele Pidhorodți (reședința), Sopit și Urîci.

## Demografie
Componența lingvistică a comunei Pidhorodți
     Ucraineană (99,65%)
     Alte limbi (0,31%)
Conform recensământului din 2001, majoritatea populației comunei Pidhorodți era vorbitoare de ucraineană (99,65%), existând în minoritate și vorbitori de alte limbi.